# Biblické společenství křesťanů Kroměříž
Biblické společenství křesťanů Kroměříž je nezávislý evangelikální sbor působící v Kroměříži; původně se jednalo o sbor Bratrské jednoty baptistů, který z této jednoty roku 2019 vystoupil.
Sbor byl založen v době meziválečné Cyrilem Burgetem (1896–1954).
Při sboru působí Český biblický institut.